# Epidendrum eustirum
Epidendrum eustirum är en orkidéart som beskrevs av Ames, F.T.Hubb. och Charles Schweinfurth. Epidendrum eustirum ingår i släktet Epidendrum och familjen orkidéer. Inga underarter finns listade i Catalogue of Life.